# Турецкое Подолье
Подольский эялет (тур. Podolya Eyaleti, Kamaniçe Eyaleti; укр. Подільський еялет; пол. Ejalet podolski; рум. Eyaletul Podolia) — эялет Османской империи. С 1672 по 1699 годы существовал на территории Подолья (на юго-западе Украины и северо-востоке Молдавии), к северу от Едисана.
Бучачский мир, заключённый 16 или 18 октября 1672 года между Речью Посполитой и Османской империей, завершил первый этап Польско-османской войны (1672—1676). Король Михаил Вишневецкий, не в состоянии собрать достаточную армию против османов, уступил территорию Подолья османам и согласился платить ежегодную дань в размере 22 000 талеров.
Чтоб предотвратить турецкую угрозу Речи Посполитой, король Ян III Собесский построил недалеко от Каменец-Подольской крепости Окопы Святой Троицы. В 1699 году Каменец-Подольский с прилегающими территориями был возвращен Польше, возглавляемой королём Августом II Сильным, в соответствии с Карловицким договором.

## Административно-территориальное деление
- Каменецкий санджак
- Барский санджак
- Меджибожский санджак
- Язловецкий санджак

## Губернаторы
- Халиль Кюстендили-паша (1672—1676, 1677—1680)
- Ибрагим Арнаут-паша (1676—77)
- Ахмед Дефердар-паша (1680—82)
- Абд-ар-Рахман Арнаут-паша (1682—84)
- Махмуд Токатли-паша (1684)
- Мустафа Бозоклу-паша (1685—86)
- Хусейн Бошнак Сари-паша (1686—88)
- Ахмед Еген-паша (1688—89)
- Мустафа Каграман-паша (1689—99)